# Dorfkirche Lützlow

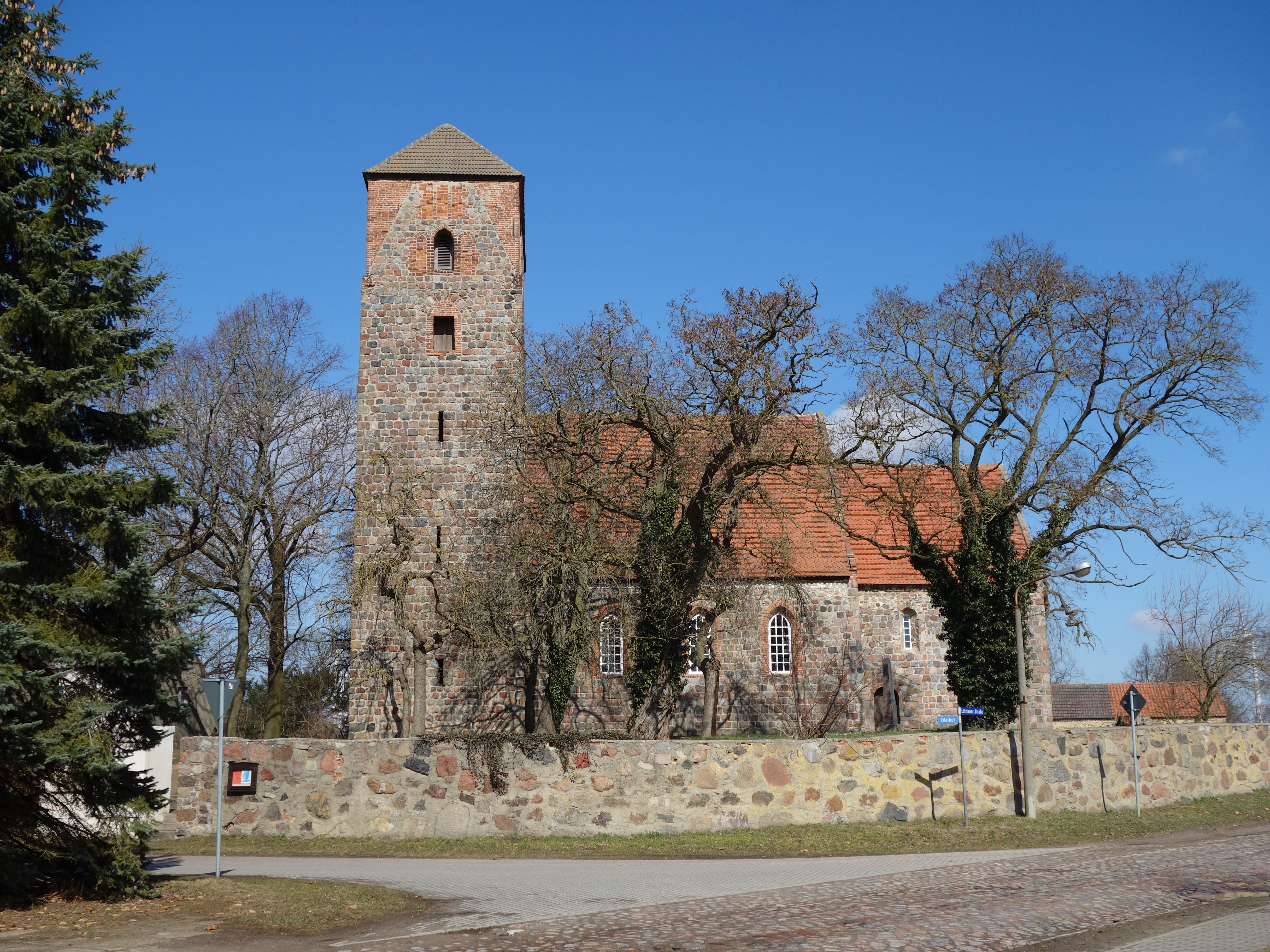
Südansicht

Die Dorfkirche Lützlow ist eine gotische Feldsteinkirche im Ortsteil Lützlow der Gemeinde Gramzow im Landkreis Uckermark. Sie gehört zum Pfarramt Gramzow im Kirchenkreis Uckermark der Evangelischen Kirche Berlin-Brandenburg-schlesische Oberlausitz. 

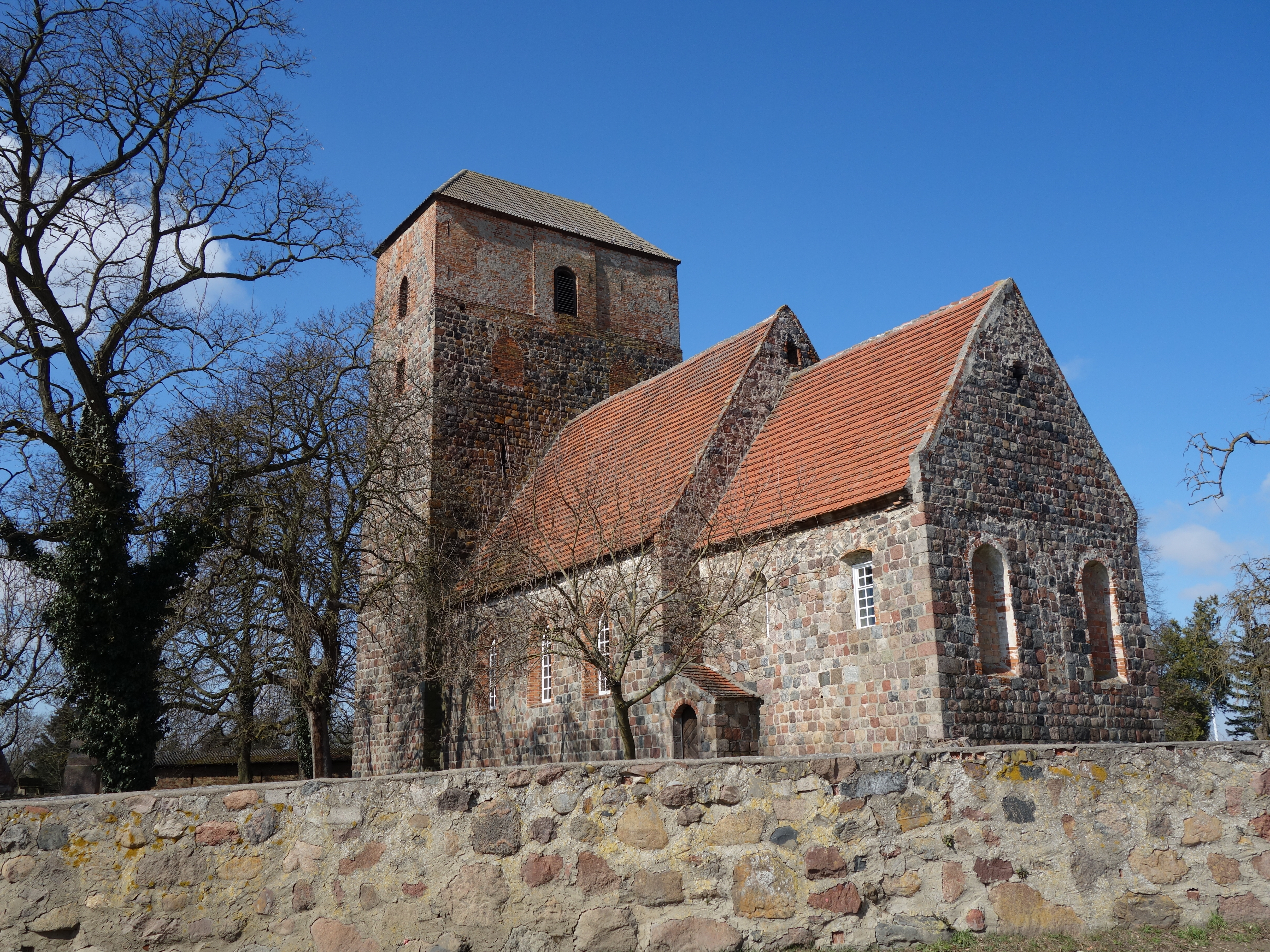
Südostansicht

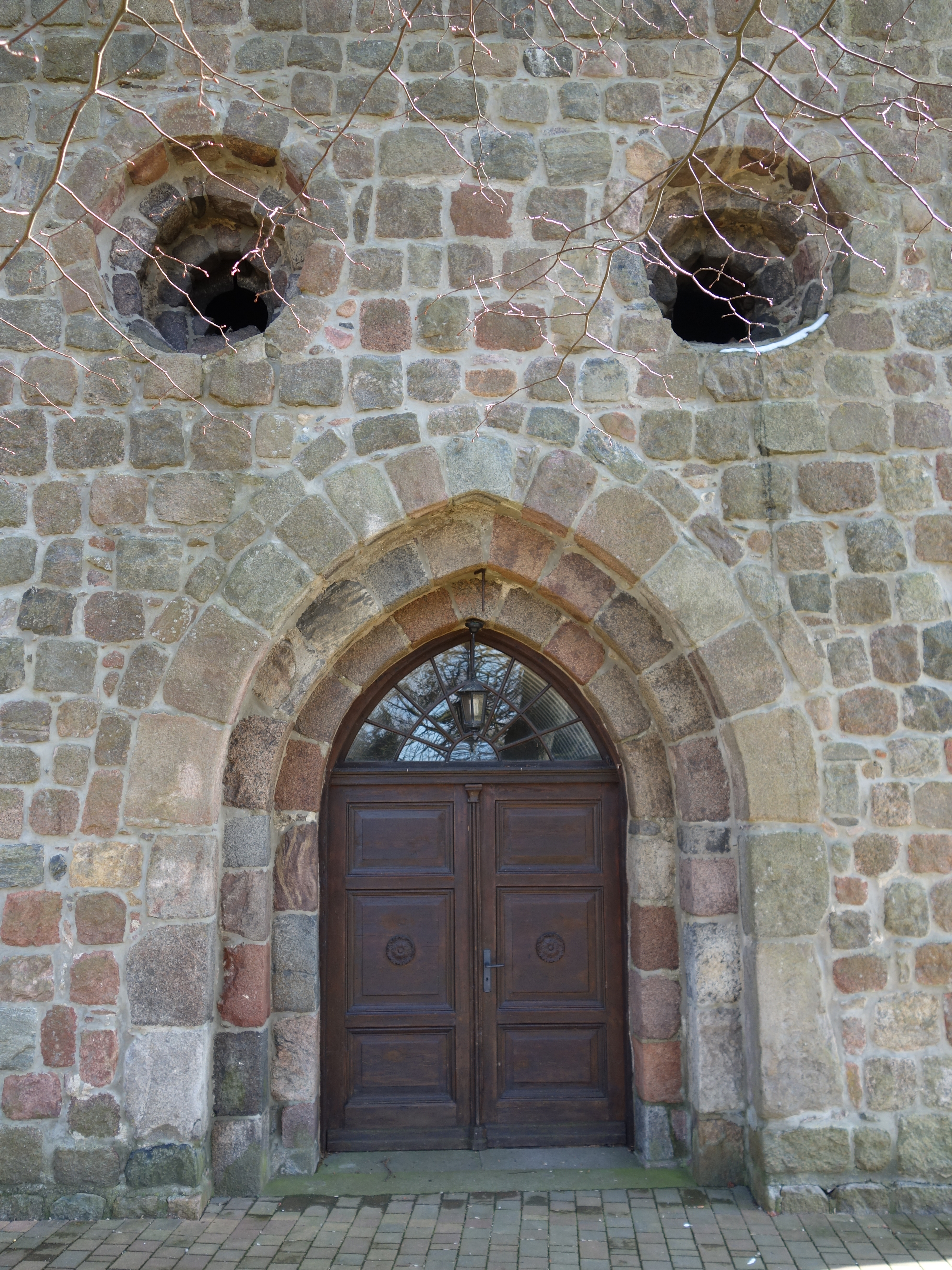
Westportal

## Geschichte und Architektur
Die Dorfkirche Lützlow ist eine große Saalkirche des 13. Jahrhunderts aus Feldstein mit eingezogenem Rechteckchor. Die im Norden angebaute Sakristei ist mit einem Tonnengewölbe abgeschlossen. Der aus der Flucht der Wände des Langhauses vortretende Westquerturm wurde 1714 um ein Geschoss aus Backstein mit Walmdach erhöht, die Giebel des ursprünglichen Quersatteldachs sind noch zu erkennen. Über dem doppelt gestuften Westportal sind zwei gestufte Rundfenster angeordnet. Die Fenster des Schiffs wurden 1852 spitzbogig erweitert, das östliche Seitenfenster im Chor nach 1945 verbreitert. Das Mittelfenster der ursprünglichen Dreifenstergruppe im Osten ist zugesetzt.
Das Innere wird von einem spitzbogiger Chorbogen und einer Balkendecke geprägt; die ursprünglich rundbogige Öffnung zum Turm ist teilweise vermauert, davor ist die geschwungene Westempore von 1852 angebracht. Neben dem vermauerten Südportal findet sich ein mittelalterliches Weihwasserbecken, in der Ostwand eine kleine Sakramentsnische mit eisenbeschlagener Tür.

## Ausstattung
Das hölzerne Altarretabel wurde im ersten Viertel des 17. Jahrhunderts geschaffen und besteht aus einem viergeschossigen Aufbau mit Säulen- und Pilastergliederung in Renaissanceformen mit Reliefs von Abendmahl (Predella), der Auferstehung (Hauptfeld), der Taufe Christi (1. Aufsatz) und einem barocken Engelskopf (2. Aufsatz); bekrönend ist eine Kreuzigungsgruppe angeordnet.
Die hölzerne Kanzel mit Schalldeckel stammt von 1622, der Beschlagwerkdekor wird durch eine erneuerte Fassung teilweise überdeckt. Der Kanzelkorb mit Ecksäulchen und Reliefs der Evangelisten unter Kleeblattbögen wird von einer knienden Figur Moses getragen; an der Kanzelrückwand ist ein Christusbild zu sehen; die Bilder an Aufgang und Tür (Petrus, Paulus und Jakobus sowie Luther und Martin Chemnitz) stammen vom Anfang des 18. Jahrhunderts. Die schlichte achteckige Holztaufe stammt ebenfalls aus dem 18. Jahrhundert. Das Pastorengestühl mit vorgestellten Säulchen ist ein Werk aus dem 17. Jahrhundert. Ein Ölgemälde der Opferung Isaaks ist eine Kopie nach Rembrandt von G. Quantmeyer aus dem Jahr 1912.
Die Orgel ist ein Werk von Albert Lang aus dem Jahr 1873 mit 19 Registern auf zwei Manualen und Pedal.
Zwei hölzerne Leuchter in Spätrenaissanceformen mit sechs Schnitzarmen wurden im Jahr 1918, und ein weiterer in Kronenform 1933 geschaffen. Ein Inschriftgrabstein erinnert an den Pastor Joachim Winterfeld (1653–1726), eine hölzerne Gedenktafel an die Tochter Winterfelds (1681–1685). Ein schmiedeeisernes Grabkreuz ist in Jugendstilformen gestaltet.